# Thermistor

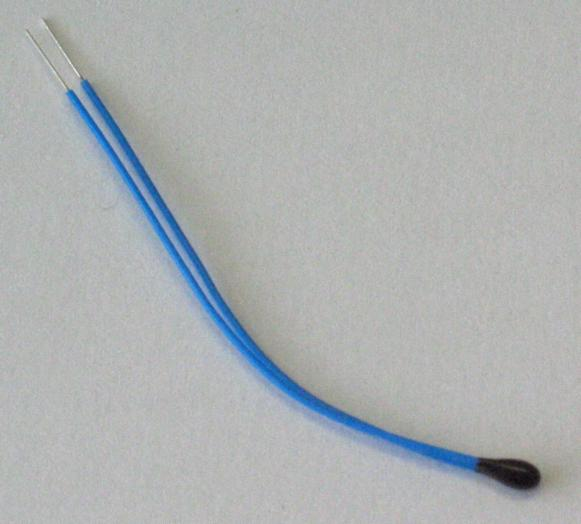
NTC-thermistor

Een thermistor is een elektrische weerstand (component) waarvan de elektrische weerstand afhankelijk is van de temperatuur. Het woord thermistor is een samenvoeging van de Engelse woorden thermal en resistor.
Thermistoren worden voornamelijk gebruikt als temperatuursensoren, beperken van aanloopstromen, zelfherstellende overbelastingsbeveiliging, en in zelfregulerende verwarmingselementen.

## PTC-weerstand (Positive Temperature Coefficient)
Een PTC-weerstand is een thermistor met een positieve temperatuurcoëfficiënt. Deze componenten worden meestal toegepast als beveiliging, bij een te grote stroom warmt de weerstand op en wordt dus hoogohmig wat de stroom beperkt tot een bepaalde waarde. Soms wordt de PTC ook als zelfregulerend verwarmingselement gebruikt zoals in een lijmpistool. 
Ook bestaan er vormen van PTC-weerstanden bedoeld om de temperatuur te meten.
Wanneer de temperatuur stijgt, zal de weerstand ook stijgen.

## NTC-weerstand (Negative Temperature Coefficient)
Een NTC-weerstand is een thermistor met een negatieve temperatuurcoëfficiënt. Deze componenten kunnen toegepast worden om de temperatuur te detecteren of als beperking van startstromen waarbij na een bepaalde tijd de weerstand opgewarmd is en overgaat in laagohmige toestand om warmteverlies te beperken.
Wanneer de temperatuur stijgt, daalt de weerstand.